# Airbag (canción)
«Airbag» es una canción del grupo musical británico Radiohead, editada en su tercer álbum de estudio OK Computer de 1997 como primera pista.
Originalmente fue titulada "An Airbag Saved My Life" (en español, "una bolsa de aire me salvó la vida"), un encabezado que Thom Yorke leyó en un manual de la asociación de automóviles AA que le llegó por correo. El título también hace referencia a una canción de 1983 del grupo Indeep llamada "Last Night a DJ Saved My Life" ("anoche un DJ me salvó la vida").
La canción refleja la influencia que DJ Shadow tuvo en Radiohead, debido a que la banda hizo el track con una batería de computadora basada en un ejemplar de tres segundos de la batería de Phil Selway. Jonny Greenwood se refiere a esto diciendo que "Thom y Phil trabajaron un día entero con la computadora para reordenar los sonidos de la batería y lograr un sonido como el de DJ Shadow". Phil Selway también comenta al respecto, diciendo que "realmente fue DJ Shadow en quien nos inspiramos, la forma en que corta los diferentes sonidos es fabuloso. El resultado final no logró lo que nosotros pretendíamos, pero probablemente esto sea un buen punto."
Thom también ha comentado en relación con la canción: "¿Una bolsa de aire me salvó la vida? Nah, pero te diré algo: cada vez que casi tienes un accidente, en vez de suspirar y seguir, deberías hacerte a un lado, salir del auto y correr por la calle gritando "¡Estoy de vuelta! ¡Estoy vivo! ¡Hoy mi vida ha comenzado de nuevo!". De hecho, deberías hacer eso cada vez que sales de un auto. Nosotros sólo conducimos en esas cosas - realmente no las controlamos."
Colin Greenwood también ha hablado sobre la canción, afirmando que "Nosotros quisimos que fuera como Planet Telex de The Bends, un comienzo que no sea como el resto del álbum. Es bastante movida".
- Datos: Q4385414